# Raimundo V de Tolosa

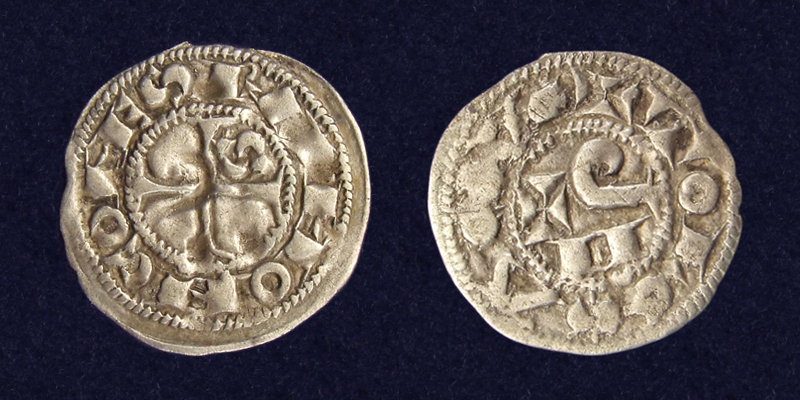
Moneda de Raimundo V

Raimundo V (1134-1194), conde de Tolosa del 1148 al 1194.
Según la genealogía tradicional de los condes de Tolosa de Languedoc hecha por los benedictinos en la Historia General del Languedoc, sería Raimundo V, pero estudios críticos han establecido que dos condes de nombre Raimundo habían sido omitidos. Sería pues Raimundo (VII).
Hijo de Alfonso I Jordán y de Faidida de Usés. Cuando Alfonso murió en Tierra Santa el 1148, el condado de Tolosa queda en manos de su hijo Raimundo, junto con su hermano Alfonso II, pues sólo tenía 14 años. Pero con una cierta autoridad por encima de Alfonso, dedicándose Raimundo a la mitad occidental de los dominios y Alfonso a la mitad oriental.
El 1153 luchó con el vizconde Raimundo I Trencavel de Carcasona, por el hecho de haber reconocido este el señorío del conde Ramón Berenguer IV de Barcelona, y lo hizo prisionero. Un año más tarde, se casa con Constanza de Francia, hija del rey de Francia Luis VI y viuda de Eustaquio IV conde de Boulogne. tuvieron cuatro hijos:
- Raimundo VI, que sucede a su padre.
- Tallaferro, casado con Béatriz de Albon.
- Balduino de Tolosa.
- Adelaida, casada con Roger II Trencavel.

El 1159 lucha contra la coalición de Enrique II de Inglaterra, el conde de Barcelona y el señor Guillermo VI de Montpellier; cuando Tolosa fue atacada fue ayudado por el rey de Francia, Luis VII.
En 1165 Raimundo V se separa de Constanza, que parte hacia los estados de su padre.
El 1173 firma la paz con el rey Enrique II de Inglaterra, a cambio de reconocerse como su vasallo, y poco después volvió a la obediencia del papa Alejandro III. El 1176 se reunió en una isla, entre Bellcaire y Tarascón, con Alfonso II de Aragón, y convinieron la cesión a Alfonso de los derechos sobre los condados de Gévaudan, Carladés y el de Provenza a cambio de 31.000 marcos.
A partir del 1183 hasta el 1192 lucha con suerte diversa contra los ingleses, que poseían Gascuña. En el 1187 adquirió el vizcondado de Nimes, pero lo cedió a Bernardo Atón VI.
Se casó de nuevo con Riquilda de Polonia, que había quedado viuda de Ramón Berenguer III de Provenza.